# マガリファーム
マガリファーム（Magali Farm）は、アメリカ合衆国カリフォルニア州サンタイネスに所在していた競走馬（サラブレッド）の生産、種牡馬及び功労馬の繋養などを行う牧場である。
2017年に閉鎖された。

## 過去の繋養馬
種牡馬及び功労馬
- Fusaichi Zenon / フサイチゼノン（2003年 - 2006年、移動）[要出典]
- Event of the Year[要出典]
- Ten Most Wanted[要出典]
- Global Hunter[要出典]
- Lit de Justice [要出典]
- Good Journey[1]
- Atticus[1]
- Decarchy[1]
- Mr. Broad Blade[1]
- Roi Charmant[1]
- Coil[1]
- Richard's Kid[1]
- Einstein